# Nyírcsászári
Nyírcsászári là một thị trấn thuộc hạt Szabolcs-Szatmár-Bereg, Hungary. Thị trấn này có diện tích 13,23 km², dân số năm 2010 là 1173 người, mật độ 89 người/km².